# قارچ‌های خاکی
درمان زگیل تناسلی (نام علمی: Human papilloma(HPV)) نام یک بیماری و ویروس در بدن(مشکل پوستی)
نام:ابوالفضل‌عبدی
رده:مشاور‌درمانی
تخصص:زگیل تناسلی‌و‌درمان‌ریشه‌ای‌ویروس 
مدرک تخصصی:طب‌سنتی
پیج‌اینستاگرام:
https://instagram.com/hpv.life.ir?utm_source=qr&igshid=ZDc4ODBmNjlmNQ%3D%3D